# Lager Trnopolje
Koordinaten: 44° 55′ 24″ N, 16° 52′ 26″ O

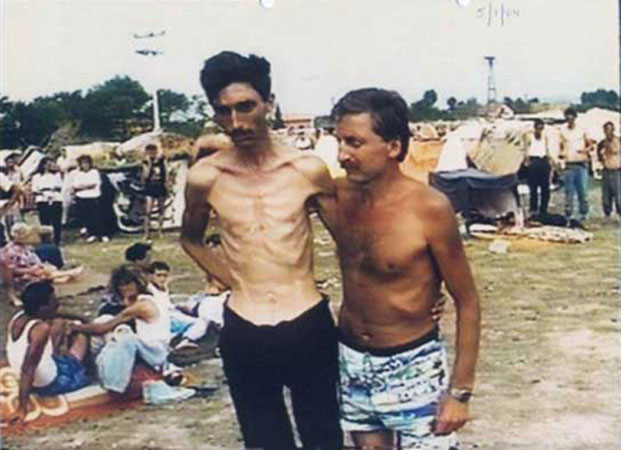
Gefangene Zivilisten im Lager Trnopolje

Das Lager Trnopolje wurde während des Bosnienkriegs nahe der Stadt Prijedor, im Norden Bosnien-Herzegowinas, eingerichtet.
Gemäß der Anklageschrift des Internationalen Strafgerichtshofs für das ehemalige Jugoslawien (ICTY) sollen mehrere hundert Menschen in Trnopolje ermordet worden sein.
Das am 30. Mai 1992 offiziell eröffnete Lager wurde Anfang August 1992 von internationalen Kriegsberichterstattern besucht. Deren Bilder von abgemagerten muslimischen Flüchtlingen hinter einem Stacheldrahtzaun gingen um die Welt und wurden als Beweis für die Existenz serbischer Konzentrationslager in Bosnien angesehen. Danach wurde das Lager auf internationalen Druck hin geschlossen.
Gemäß Zeugenaussagen wurden in das Lager hauptsächlich Nicht-Serben aus der Umgebung von Prijedor gebracht.